# Michiel Maertens
Michiel Maertens, né le 20 juillet 1938 à Bruges et décédé le 18 mars 2008 à Dixmude est un homme politique belge flamand, membre de Groen!.
Il fut régent néerlandais et histoire; ancien professeur et ancien fonctionnaire (administration provinciale). En 2000, il fut aussi vice-président de l’ International Parliamentarians Association of Agriculture and Fisheries (IPAAF).

## Carrière politique
- 1991-1995 : sénateur élu direct
  - membre du Conseil flamand
  - 1995 : membre de l’Interparlementaire Commissie van de Nederlandse Taalunie
- 1999-2003 : sénateur coopté

## Distinctions
- Chevalier de l'ordre de Léopold (2003)